# Шіокара
Шіокара (яп. 塩辛) — японська закуска з ферментованої риби або морепродуктів, що має дуже солоний смак і смак умамі. В процесі ферментації протеолітичні ензими розщеплюють м'якоть і перетворюють її на вільні амінокислоти . Шіокара має характерний запах і слизову текстуру, тому багато неяпонців та деякі японці її не люблять.
Шіокарою, головним чином, закушують саке, хоча історично вона вживалася набагато частіше з рисом і овочами .

## Різновиди

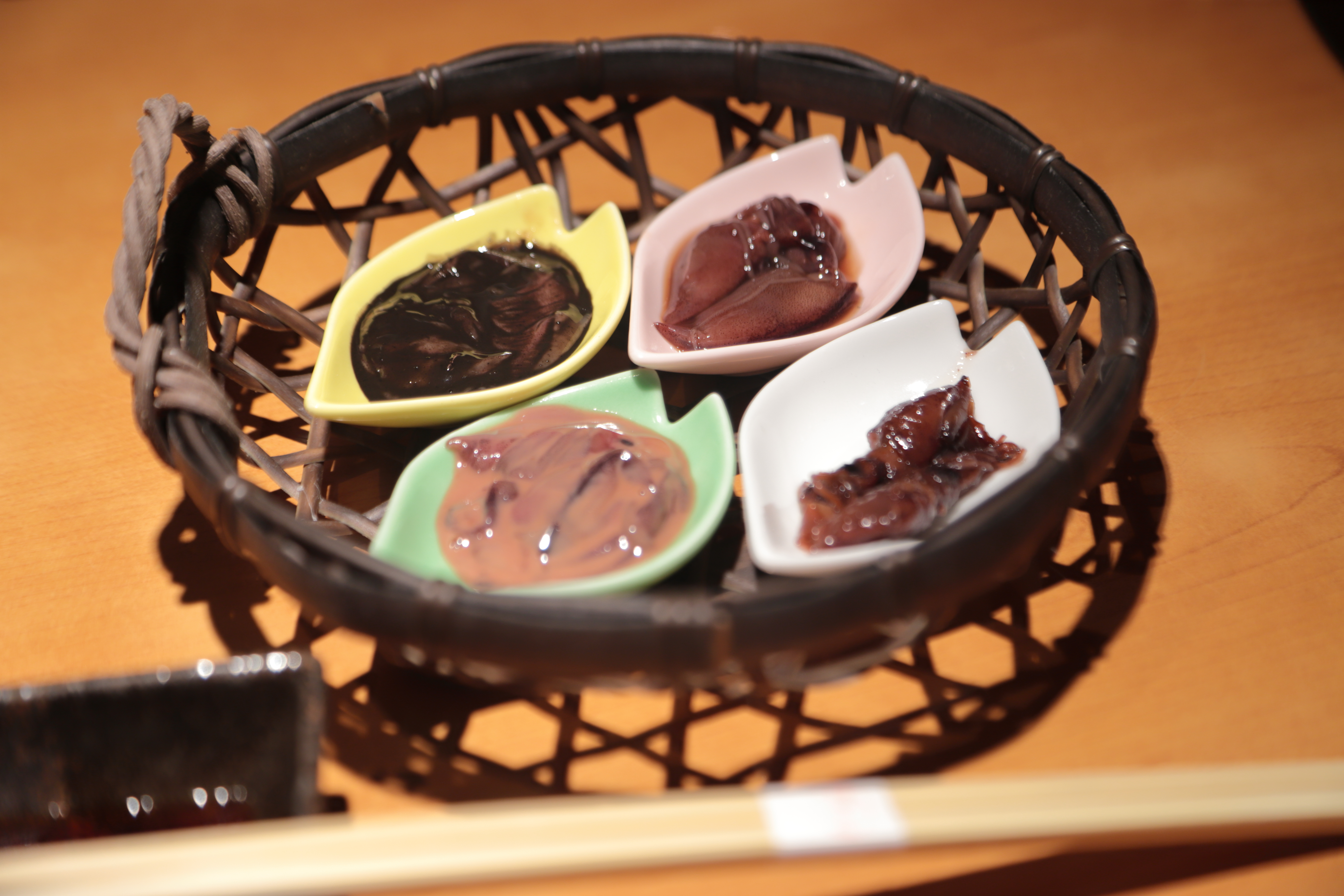
Куродзукурі зліва зверху, акадзукурі зліва знизу

Шіокару роблять зі смугастого тунця (сюто), морського їжака (коновата), каракатиці (яп. イカの塩辛, іка но шіокара) (урука), краба Uca arcuata (гандзукэ), кети (мефун) і так далі . Іноді зустрічається шіокара з м'яса .
Найпопулярніший вид шіокари — з каракатиці . У такої шіокари є три різновиди :
- акадзукурі (яп. 赤作り) — «червона», виробляється з мантії зі шкірою; найпопулярніший вид;
- шіродзукурі (яп. 白作り) — «біла», з мантії без шкіри;
- куродзукурі (яп. 黒作り) — «чорна», з додаванням чорнила; регіональна страва префектури Тояма.

Шіокару виробляють по всій Японії, найбільші центри виробництва цієї страви — північно-східні префектури Хоккайдо, Аоморі, Івате і Міягі . Сучасні споживачі шукають шіокару, яка б за текстурою нагадувала сирого кальмара, але м'язи в мантії розкладаються при ферментації, і деякі виробники додають в свій продукт інгібітор протеїнази орізацістатін .

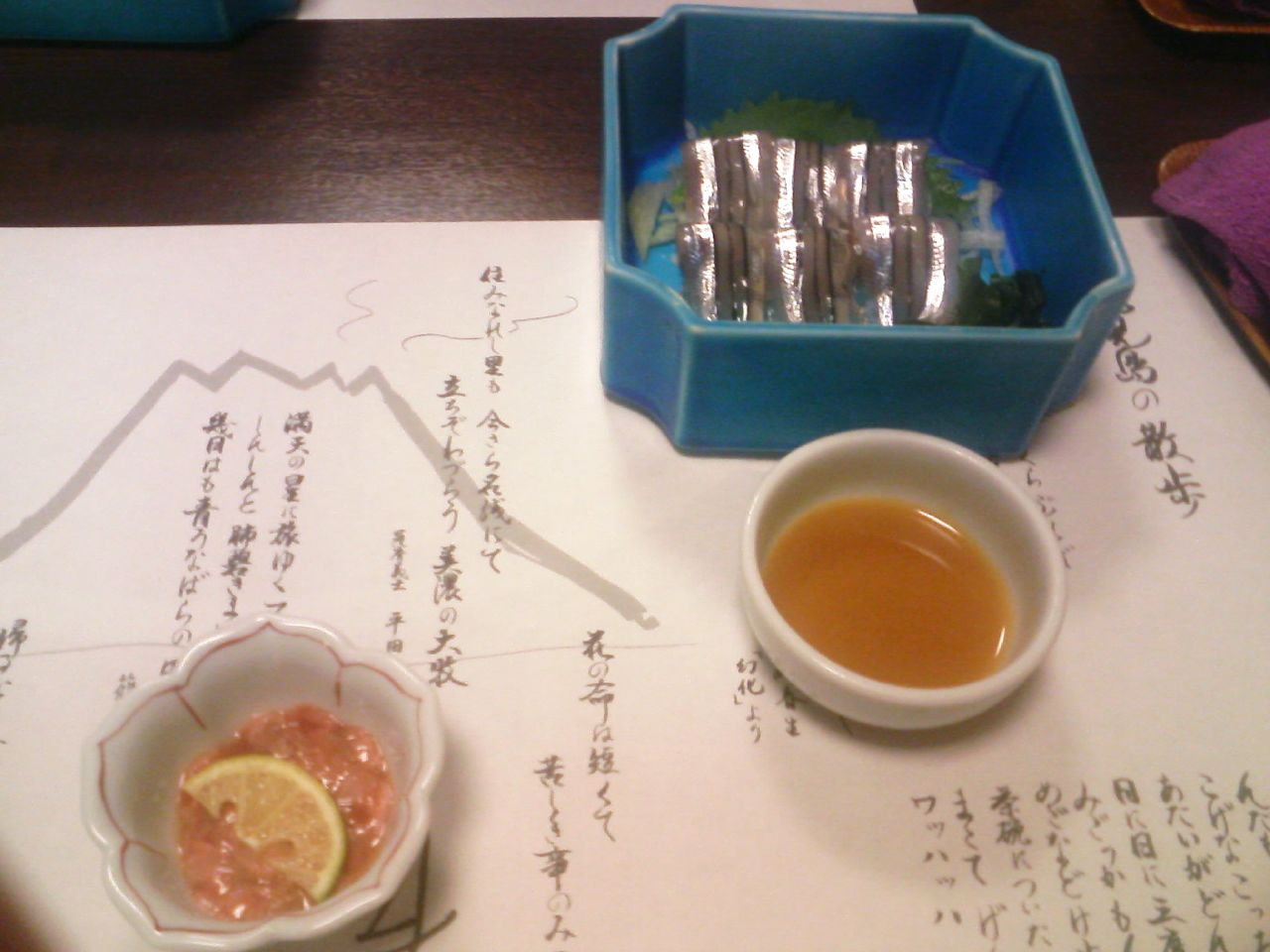
Шюто (зліва знизу)
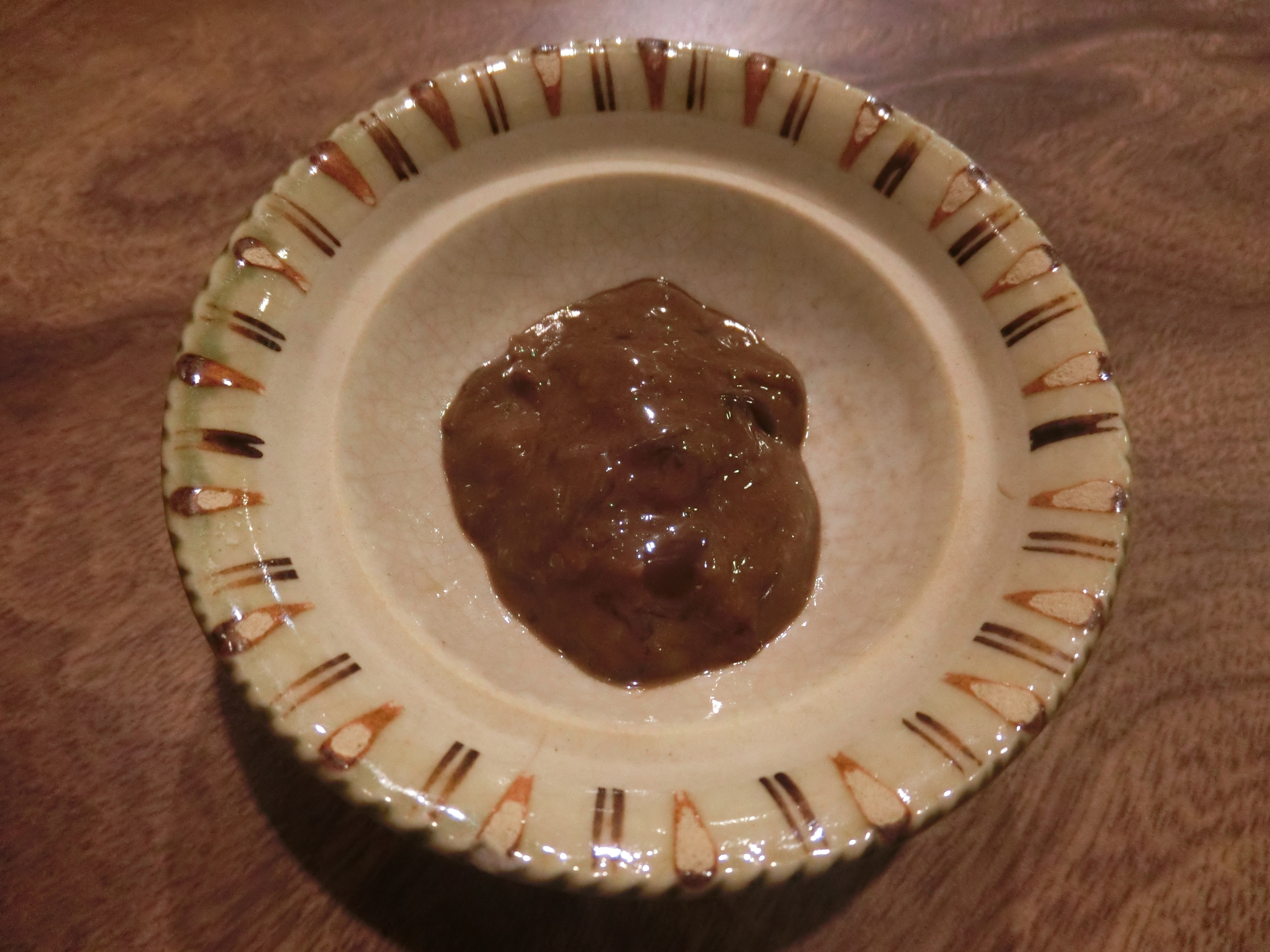
Урука
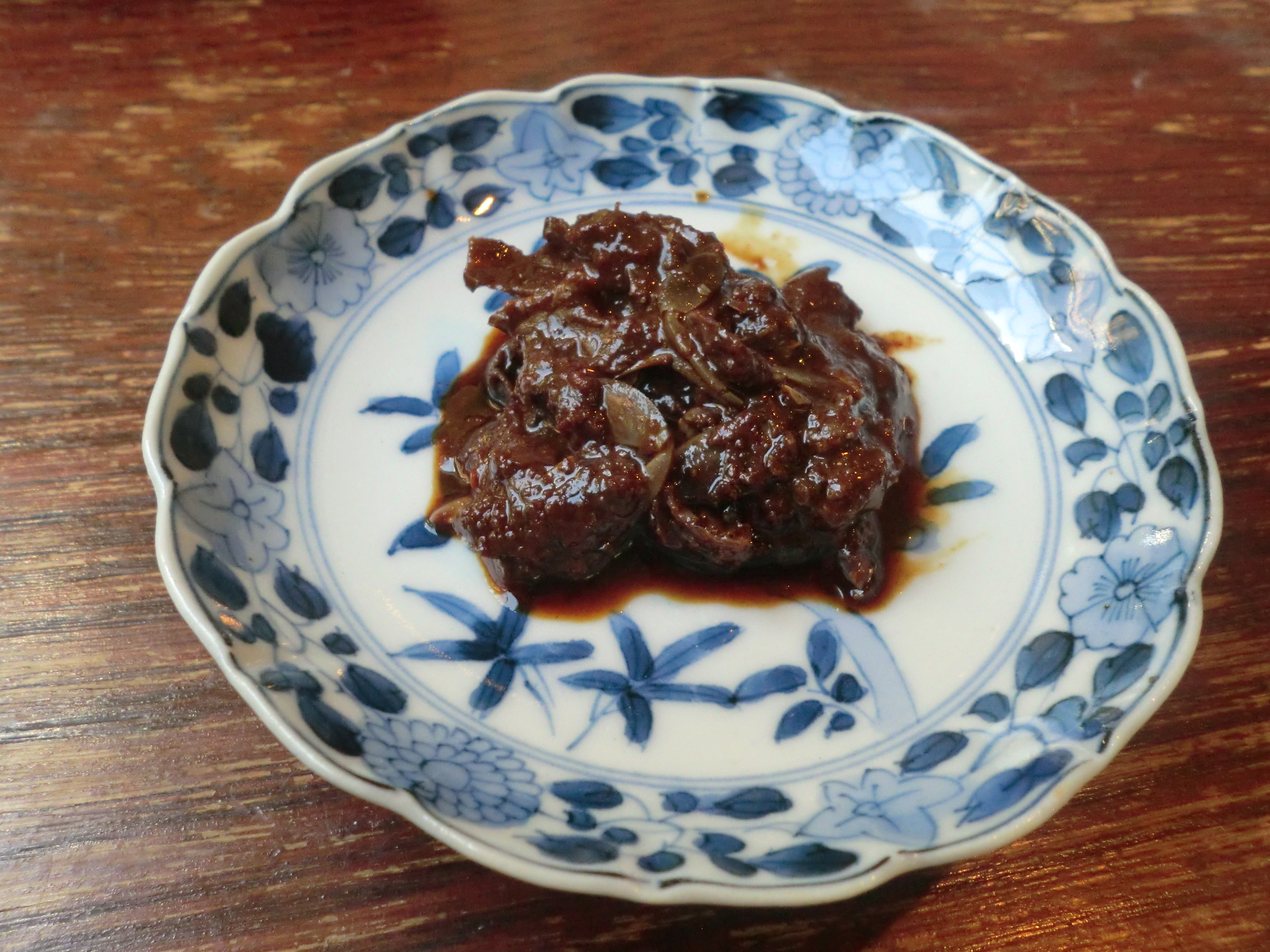
Гандзуке
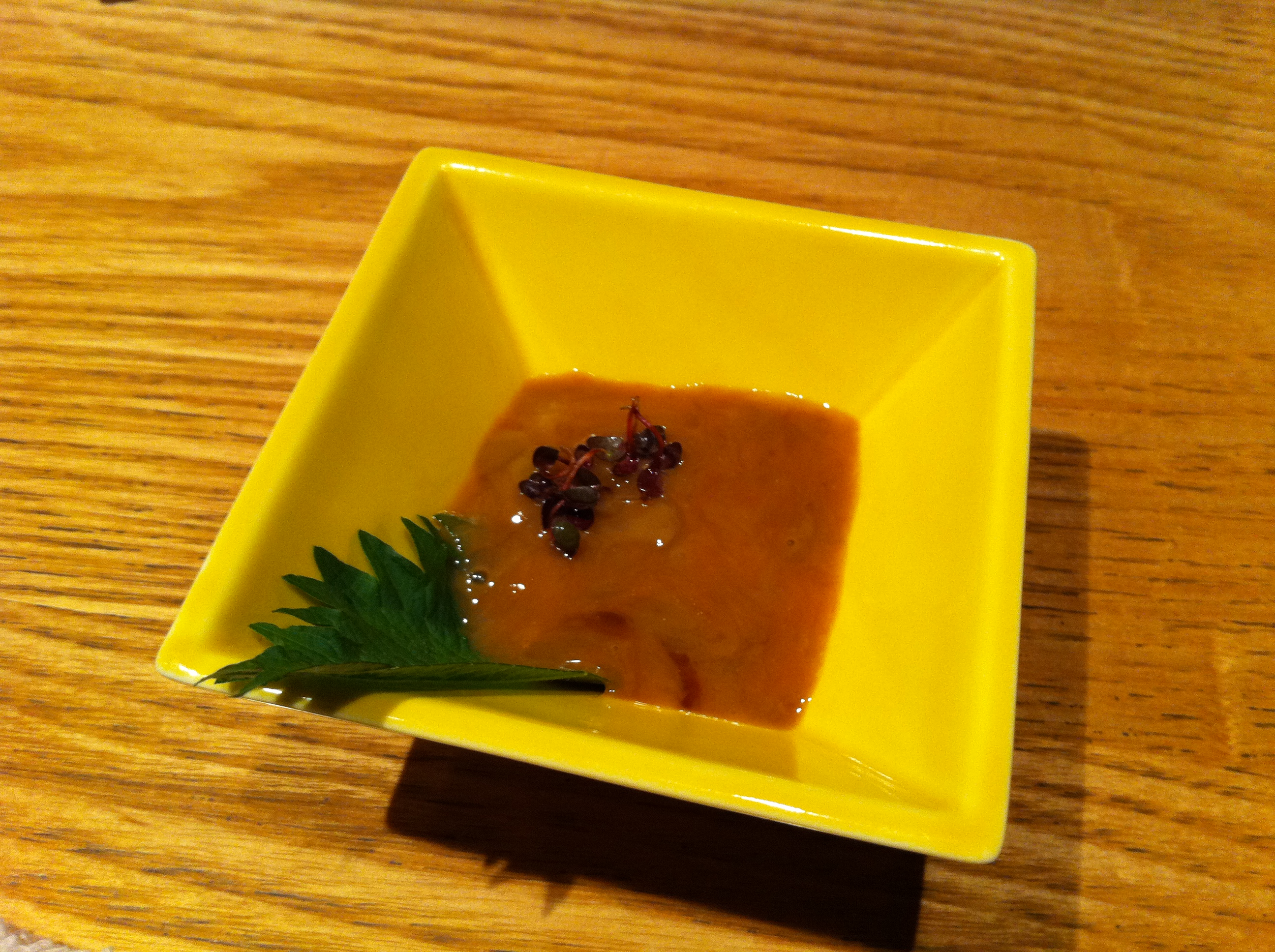
Коновата

## Історія

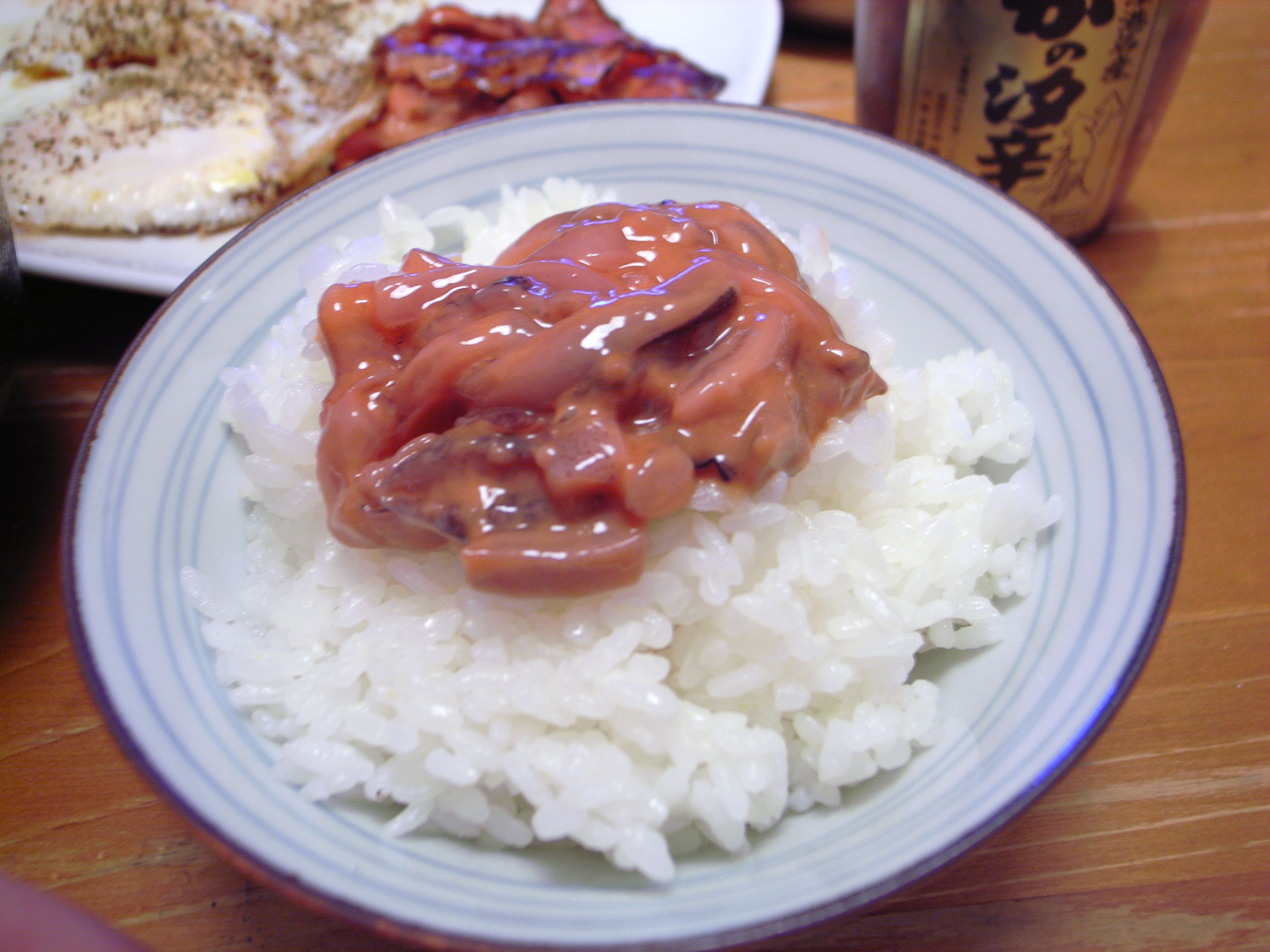
Шіокара на рисі

Центром поширення страв з ферментованої риби по Азії був басейн Меконгу . Їх виробляли або виробляють у тих місцях, де є заливні рисові поля, виробництво солі і риба, що влаштовує сезонні міграції  . Риба живе і розмножується на залитих водою полях, поки рис росте, а з настанням сухого сезону її виловлюють і готують; при цьому мальки не встигають як слід вирости, і багато кулінарних технік для такої дрібної риби не підходять .
Перша письмова згадка шіокари в Японії відноситься до рубежу VII і VIII століть: шіокара з коропа вказана серед податкових надходжень до столиці Фудзівара, проте очевидно, що її готували задовго до цього часу . Ймовірно, що культивацію дрібної риби на рисових полях і приготування шіокари в Японії почали одночасно з рисівництвом у період Яйої . В період Хейан шіокара іменувалася кубоцукі (яп. 久保付) .
У народів цього регіону поширені схожі страви: нгапі в М'янмі, прахок у Камбоджі . У Китаї схоже страву перестали їсти в період правління імперії Мін, за винятком невеликого регіону на півострові Шаньдун .
У XXI столітті шіокара, головним чином, вживається як закуска до саке в ідзакаях, але історично її їли кожного дня, додаючи трохи до вареного рису, в бульйон для варіння овочів і як соус-дип .
Через переваги слабосоленої шіокари зі слабким смаком до шіокари доводиться додавати приправи: сітімі тоґарасі, оливки і "гірський васабі", тобто, хрін .

## Технологія приготування
Для приготування шіокари з риби можуть видаляти нутрощі, але це не обов'язково; з каракатиці нутрощі видаляють обов'язково, щоб запобігти розриву чорнильного мішка . До промитих і дрібно нарізаних риби або морепродуктів додають сіль — у традиційному рецепті її від 1 до 2 частин солі на 10 частин каракатиці (по вазі) — і поміщають у велику посудину; печінку засолюють окремо в 0,3-1 частини солі на 10 частин   . Отриману масу ретельно перемішують двічі на день у процесі дозрівання, причому його довжина залежить від солоності маси і температури навколишнього простору . Смак умамі у слабосоленої шіокари слабкіше, ніж у приготовленої за традиційним рецептом .
Якщо дозрівання проходить в температурі 10 °C і до каракатиці додають 10 % солі за вагою, то шіокара готується 1-2 тижні, а якщо солі 13 %, то до місяця . Історично частіше використовувалася міцно солона шіокара, яка рідше заражається гнильними бактеріями, але через те, що слабкий посол прискорює виробництво, в сучасній Японії полюбляють 3-7-процентну солоність . У 2007 році в префектурі Міягі 620 осіб звернулися до лікарні з симптомами харчового отруєння, яке виявилося викликано шіокарою, приготовленої в 2-процентному посол і зараженої Vibrio parahaemolyticus . У шіокарі можуть розмножуватися та інші патогенні бактерії: Staphylococcus warneri, вібріони, Achromobacter і так далі .
Ферментування виробляють мікроорганізми родів мікрококи та стафілококи . Під час дозрівання в шіокарі росте кількість амінокислот, органічних кислот і летючих сполук азоту; рівень глутамінової кислоти піднімається з 53 мг / 100 г до 600—700 мг / 100 г .
Готовий продукт містить 74,2 % води, 7,8 % солі і 11,6 % білків .